# Woodsia polystichoides
Woodsia polystichoides là một loài thực vật có mạch trong họ Woodsiaceae. Loài này được D.C. Eaton miêu tả khoa học đầu tiên năm 1860.